# Matthias Ank

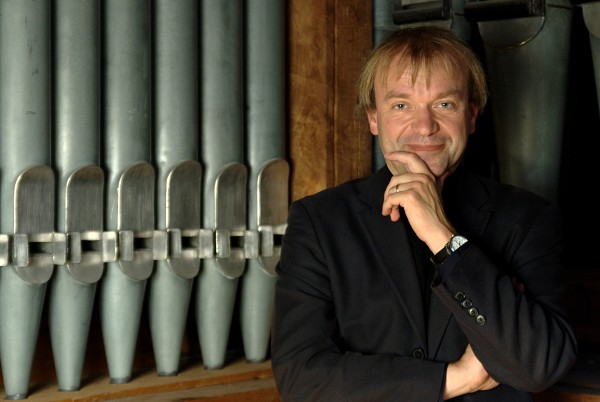
Matthias Ank (2009)

Matthias Ank (* 1959 in Mannheim) ist ein deutscher Kirchenmusiker. Er wirkte von 1996 bis 2024 als „Lorenzkantor“ an St. Lorenz in Nürnberg.

## Leben
Matthias Ank studierte in Heidelberg Kirchenmusik und legte 1985 das kirchenmusikalische A-Examen ab. Von 1986 bis 1990 war er als Domorganist und als Assistent des Domkantors am Braunschweiger Dom tätig, ab 1991 als Kantor und Organist an der Johanniskirche in Hagen.
Im Jahr 1996 wurde Matthias Ank nach Nürnberg als Kantor und Organist von St. Lorenz berufen und war für die Musik an der größten evangelischen Kirche Bayerns verantwortlich. Er leitete den Bachchor, das Vokalensemble St. Lorenz, das Blechbläserensemble „Lorenz Brass“ sowie weitere projektbezogene Ensembles wie etwa den Bachkantatenchor. Im Jahr 2000 wurde Matthias Ank mit dem Titel Kirchenmusikdirektor ausgezeichnet. Ende Juli 2024 wurde er in den Ruhestand verabschiedet.
Neben der besonderen Pflege der Musik von Johann Sebastian Bach brachte er immer wieder Werke der Moderne zur Aufführung, so etwa von Moritz Eggert, Werner Heider, Stefan Hippe, Burkhard Kinzler, Marcus Maria Reißenberger, Martin Torp und Franz Waxman. Mehrere Kompositionen zeitgenössischer Komponisten wurden ihm gewidmet und in St. Lorenz uraufgeführt, so etwa die Komposition „Toccata und Blues“ von W. Heider, ein Auftragswerk zur Weihe der Laurentiusorgel und der damit verbundenen Vollendung der Gesamtanlage im Sommer 2005. Im Rahmen der Internationalen Orgelwoche Nürnberg wirkte Matthias Ank regelmäßig als Dirigent und Organist mit.

## Diskografie
- Die Lorenzer Motette (2001; Rondeau), Mitwirkung als Interpret
- Das Gänsebuch (2005; Naxos), Mitwirkung als Interpret
- Die 3 großen Orgeln der St.Lorenzkirche Nürnberg (2006; Diamo), alleiniger Solist
- Luthers Lieder (2016; Carus) in Koproduktion mit Deutschlandradio Kultur, edition chrismon, beteiligter Interpret

## Bibliografie
- Manfred Schwartz, Philipp Klais, Matthias Ank, Hermann Harrassowitz: Soli Deo Gloria, die Orgeln von St. Lorenz: Beiträge zu den Orgeln der St. Lorenzkirche in Nürnberg. Mabase, Nürnberg 2005, ISBN 3-9809649-7-3.
- St. Lorenz in Nürnberg. Kunstverlag Josef Fink, Lindenberg 2011, ISBN 978-3-89870-692-6, darin: Orgeln
- Der Orgelstil des Augustinus Franz Kropfreiter. Eine Beschreibung. In: Musik und Kirche. Bärenreiter-Verlag, 1989/II, S. 74–82.
- Heinrich Weniger, Matthias Ank Ausgezeichnet vor anderen Nächten: Osternacht in St. Lorenz In Gottesdienst und Kirchenmusik, Januar/Februar 1999, S. 9–13 Strube Verlag, ISSN 0017-2499
- Offene Kirchen und ihre Orgeln – Orgelpunkt und Mittagskonzert: zwei Beispiele aus St. Lorenz, Nürnberg In Spielraum, Freiraum, Raum für Glauben. Erfahrungen in offenen Kirchen in Bayern Mabase, Nürnberg 2008, ISBN 978-3-939171-13-3
- Ein akustischer Kirchturm in einer säkularen Welt, Zeitschrift KIRCHE + KUNST, 1+2 2014, ISSN 0932-6502
- Orgeln In St. Lorenz in Nürnberg, S. 94–99, Kunstverlag Josef Fink (2011), ISBN 978-3-89870-679-7
- Musik.Medien.Reformation In Von Menschen und Medien – Nürnberg, die Medienstadt der Reformation, Jahresheft des Vereins zur Erhaltung der Lorenzkirche in Nürnberg e.V., 2015

## Auszeichnungen
- 1987: Stipendiat der Richard-Wagner-Stipendienstiftung
- 2009: Nürnberg-Stipendium aus dem Preis der Stadt Nürnberg